# Chrysaora achlyos
Espèce
La méduse noire géante (Chrysaora achlyos) est une espèce de méduse qui peut être trouvée dans les eaux de l'océan Pacifique. Sa répartition va de la baie de Monterey au nord jusqu'à la Basse-Californie et au Mexique au sud, de plus elle a été vue aussi loin au nord qu'en Colombie-Britannique. C'est une méduse géante avec une ombrelle mesurant jusqu'à 1 m et des bras péribuccaux pouvant atteindre 6 m de long. Malgré sa taille et sa proximité occasionnelle des villes de la côte Pacifique, la méduse noire géante fut seulement reconnue et scientifiquement décrite comme une espèce séparée en 1997, bien qu'une photo ayant donné lieu à une mauvaise identification fut prise en 1925. Elle serait la plus grande espèce d'invertébré découverte au XXe siècle mais si l'on prend en compte les tentacules, elle fait pâle figure par rapport à la méduse de Nomura qui peut étendre ces organes jusqu'à 35 m.
Bien qu'elle soit rarement vue, quand ce fut le cas, c'est comme partie de bancs immenses tels ceux qui apparurent à la surface des eaux de la côte de Basse-Californie et de la Californie du sud en 1989 et 1999. On peut noter que ces apparitions semblent coïncider avec des efflorescences algales.

## Alimentation
Les méduses noires géantes sont carnivores. Elles se nourrissent généralement de zooplancton et d'autres méduses.

## Mécanisme de défense
Chaque tentacule urticant est couvert de centaines de nématocystes microscopiques.